# Victor Garber
Victor Joseph Garber (født 16. marts 1949) er en canadisk film-, teater- og tv-skuespiller samt sanger, nomineret til en Emmy seks gange. Garber er nok bedst kendt for sin rolle som Jack Bristow i tv-serien Alias og Thomas Andrews i James Camerons Titanic. I 2008 fik han en ledende rolle i tv-serien Eli Stone som Jordan Wethersby.

## Biografi

### Personlige liv
Garber blev født i London i Canada. Hans mor, Hope Garber, var skuespiller og sangerinde. Victor var hendes plejer indtil hun døde af Alzheimers sygdom.

### Karriere
Garber begyndte sin skuespillerkarriere i en alder af ni og kom ind på University of Torontos Hart House, da han var 15. I 1967 dannede han  folkbandet The Sugar Shoppe sammen med Peter Mann, Laurie Hood og Lee Harris. Gruppen fik moderat succes, og deltog i The Ed Sullivan Show og The Tonight Show Starring Johnny Carson, før det gik i opløsning. Han har medvirket i flere amerikanske og canadiske film og tv-serier, bl.a. James Camerons Titanic (1997), hvor han tillagde sig en perfekt nordirsk accent til rollen som skibsdesigneren Thomas Andrews, og CTVs E.N.G. (1991–1993), hvor han fik en fast gæsterolle. 
Han har også haft andre roller i bl.a. Godspell (1973) som Jesus, Sleepless in Seattle (1993), Legally Blonde (2001), Annie (1999), og Tuck Everlasting (2002). I slutningen af 1980'erne blev han nomineret til en Emmy for sit portræt af Liberace i tv-filmen Liberace: Behind the Music.
Han er nok bedst kendt for sin rolle som Jack Bristow i ABCs tv-serie Alias for hvilken han blev nomineret til tre emmyer. For nylig medvirkede han i den nu skrinlagte tv-serie Justice på Fox. Garber medvirker desuden i den nye serie på ABC kaldet Eli Stone. Hans nyeste rolle på tv er som den mystiske "Oliver Roth" i fire episoder af det canadiske science drama ReGenesis. 
Han var med i de originale Broadway-produktioner af Deathtrap, Sweeney Todd, Noises Off og det originale skuespillerhold i off-Broadway-produktionen af Assassins, samt i 1990'ernes genopsætning af Damn Yankees. Han er stadig en eftertragtet skuespiller i musicals, komedier og drama-produktioner. I 2005 spillede han rollen som Frederic i LA Operas produktion af Sondheims A Little Night Music. For nylig spillede han den mandlige hovedrolle i den anmelderroste Encores præsentation af Follies med Donna Murphy. Han er nomineret til fire Tony-priser. I midten af 2007 spillede han rollen som Garry Essendine i en opsætning af Noel Cowards Present Laughter ved Bostons Huntington Theatre.

## Filmografi
- Godspell (1973)
- Liberace: Behind the Music (1988)
- Sleepless in Seattle (1993)
- Exotica (1994)
- The First Wives Club (1996)
- Cinderella  (1997)
- Titanic (1997)
- The Absolution of Anthony (1997)
- Annie (1999)
- Invisible Child (1999)
- Legally Blonde (2001)
- Tuck Everlasting (2002)
- Home Room (2002)
- Milk (2008)

## Tv
- I Had Three Wives (1985)
- The Days and Nights of Molly Dodd (1987–1988)
- E.N.G. (1991–1993)
- The Queen (1993)
- Cinderella  (1997)
- Annie (1999)
- Frasier – Gæstestjerne (2000)
- Life with Judy Garland: Me and My Shadows (2001)
- Alias (2001–2006)
- The Music Man (2003)
- Will & Grace (2004)
- Justice (2006)
- ReGenesis (2007-2008)
- Ugly Betty (2007)
- Eli Stone (2008)
- Glee (2009)
- Legends of Tomorrow (2016)

## Broadway
- The Shadow Box – 1977
- Tartuffe – 1977
- Deathtrap – 1978 (Nomineret til en Tony)[4]
- Sweeney Todd – 1979
- They're Playing Our Song – 1981
- Little Me – 1982 (Nomineret til en Tony)
- Noises Off – 1983
- You Never Can Tell – 1986
- The Devil's Disciple – 1988
- Lend Me a Tenor – 1989  (Nomineret til en Tony)
- Two Shakespearean Actors – 1992
- Damn Yankees – 1994 (Nomineret til en Tony)
- Arcadia – 1995
- 'Art' – 1998
- Hello Dolly - 2018

## Andre
- Ghosts – 1973
- Joe's Opera -1975
- Cracks – 1976
- Wenceslas Square – 1988
- Love Letters – 1989
- Assassins – 1990